# 华中科技大学学报（自然科学版）
《华中科技大学学报（自然科学版）》创刊于1973年，是中国大陆工程科技类月刊，编辑部位于湖北省武汉市。此刊物由华中科技大学主办。
《华中科技大学学报（自然科学版）》在2018年被中华人民共和国国家新闻出版广电总局新闻报刊司评为2017年全国“百强报刊”。